# Zgromadzenie Najświętszych Stygmatów
Zgromadzenie Najświętszych Stygmatów – stygmatyści – zgromadzenie zakonne założone w 1816 roku przez świętego Kaspra Bertoniego w Weronie we Włoszech. Pierwsze konstytucje zgromadzenia powstały na bazie konstytucji Towarzystwa Jezusowego św. Ignacego Loyoli. Skrótem zakonnym jest CSS.

## Historia
Założyciel zgromadzenia postanowił powołać do życia wspólnotę, która początkowo miała opiekować się porzuconymi nieletnimi oraz mieszkańcami Werony, która ucierpiała podczas wojen napoleońskich.
Od 13 października 1905 roku stygmatyści działają w Stanach Zjednoczonych. Tego dnia ojciec Anthony Dalla Porta i ojciec Ludovico Luchi zostali zaproszeni przez biskupa Scranton do Pensylwanii. Następnie ojciec Dalla Porta przeniósł się do Weltham w stanie Massachusetts, gdzie założył dom zakonny, w którym następnie otworzony został akademik i nowicjat dla stygmatystów. Budynek pozostaje w posiadaniu zakonu do dzisiejszego dnia. Kolejnym krokiem zakonu było założenie domów w Nowym Jorku, Wirginii, Arkansas, Kalifornii, a także w Kanadzie. Misjonarze zostali wysłani na Guam, do Tajlandii, Afryki, Chin, Filipin i Brazylii. W 1944 utworzona została Prowincja Świętych Małżonków Maryi i Józefa. Do dziś przetrwały jedynie placówki w stanach Massachusetts i Nowy Jork.
W 2002 roku Stygmatyści osiedlili się w Indiach. Trzy lata później zakon przejął parafię Świętego Krzyża oraz parafię Św. Elżbiety w Sacramento.

## Charyzmat
Zgromadzenie stawia sobie za zadanie naśladować swojego założyciela św. Kaspra Bertoniego przez:
- nauczanie młodzieży

- głoszenie rekolekcji
 
- pomoc kapłanom

## Herb
Herbem zgromadzenia jest niebiesko-czerwona tarcza otoczona gałązkami z drzewa oliwnego, będącymi znakiem pokoju. Na niebieskim tle (symbolizującym wiarę) znajduje się pięć gwiazd, które są symbolem pięciu ran Jezusa Chrystusa. Na tle czerwonym (miłosierdzie) znajdują się dwie lilie z mottem zakonu Euntes Docete co oznacza Idź naprzód i nauczaj. Górną i dolną część tarczy rozdziela srebrny pas oznaczający panującą między zakonnikami zgodę.

## Państwa, w których obecny jest zakon
- Stany Zjednoczone
- Włochy
- Niemcy
- Anglia
- Gruzja
- Indie
- Tajlandia
- Filipiny
- Tanzania
- Botswana
- RPA
- Wybrzeże Kości Słoniowej
- Brazylia
- Chile
- Paragwaj